# Wolfgang Brügel
Wolfgang Brügel (* 25. Juni 1883 in Greuth, heute Castell; † 23. September 1945 in Nürnberg) war zwischen 1920 und 1933 Landtagsabgeordneter des Bayerischen Landtages.

## Leben und Wirken
Wolfgang Brügel wurde am 25. Juni 1883 im unterfränkischen Greuth geboren. Wahrscheinlich zog die Familie früh nach Mittelfranken und Brügel wurde hier Landwirt. Er stieg zum Sekretär im Bund der Landwirte auf und wurde Direktor des Bayerischen Landbundes in Nürnberg. Außerdem war Brügel Leutnant der bayerischen Landwehr. Im Zuge seiner politischen Arbeit wurde Wolfgang Brügel auch zum Landesökonomierat ernannt, was auf seine Rolle als Großbauer verweist.
Brügel gehörte im Laufe seines Lebens mehreren Parteien an, die alle dem nationalliberalen bzw. nationalkonservativem Spektrum zuzurechnen sind. Zunächst war er Mitglied der Bayerischen Mittelpartei (BMP), später Teil der Deutschen Volkspartei der Pfalz (DVPdP), der Deutschnationalen Volkspartei (DNVP) und der Nationalliberalen Landespartei (NL) zwischen 1924 und 1928. Ab 1928 war Brügel neuerlich Mitglied der Deutschnationalen Volkspartei.
Der Landwirt wurde im Jahr 1920 für den Stimmkreis Ansbach, Dinkelsbühl, Feuchtwangen, Schillingsfürst/Mfr in den bayerischen Landtag gewählt. Brügel wurde Mitglied des Ausschusses für den Staatshaushalt in der zweiten Wahlperiode nach der Ausrufung der Republik. Auch in den folgenden drei Wahlperioden blieb Wolfgang Brügel Mitglied des Landtages. Zwischen 1928 und 1932 gehörte er dem Ältestenrat des Landtages an. Brügel schied 1933 aus dem Landtag aus und zog nach Nürnberg. Hier verstarb er am 23. September 1945.